# Полицейская академия 4: Граждане в дозоре
«Полицейская академия 4: Граждане в дозоре» (англ. Police Academy 4: Citizens On Patrol) — американский комедийный фильм 1987 года. Это четвертая часть франшизы «Полицейская академия». Он был выпущен 3 апреля 1987 года и является продолжением Полицейской академии 3: Переподготовка.
Группа выпускников Полицейской академии отправляется для обучения группы вновь набранных гражданских офицеров. Оригинальный актерский состав Полицейской академии повторяет свои роли в фильме. Капитан Харрис, которого не видели со времен первой части, возвращается в качестве заклятого врага фильма. В Полицейской академии 2 и 3 капитан Маузер (которого играет Арт Метрано) исполнял эту роль, но Метрано попросил заменить его на оставшуюся часть сериала после съемок номера 3. Это был последний фильм Полицейской академии, в котором Стив Гуттенберг играл Кэри Махоуни. В этом фильме также снимается молодой Дэвид Спейд в его дебютном художественном фильме, а также краткое появление профессионального скейтбордиста Тони Хока в роли двойника Спейда в сцене катания на скейтборде. Несмотря на коммерческий успех, квадриквел был раскритикован кинокритиками.

## Сюжет
Комендант Полицейской Академии Эрик Лассард решил организовать группу содействия полиции из числа гражданского населения города под названием «Коммунальный Патруль» (сокращенно — КОП), для того чтобы повысить доверие граждан к полиции. Бывшие выпускники, а ныне полицейские и инструкторы Академии Кэри Махоуни, Дебби Каллахан, Мозес Хайтауэр, Юджин Теклбери, Лаверн Хукс, Ларвелл Джонс, Чак Свитчак и Зед считают идею Лассарда блестящей и пытаются с успехом претворить её в жизнь. Однако идейный противник Лассарда капитан Таддеус Харрис, стремящийся занять место ректора Академии, считает идею Лассарда неудачной и всеми силами старается помешать Лассарду и его помощникам.
Тем временем академия набирает добровольцев для участие в КОП. В числе добровольцев оказываются: здоровяк Томми Конкин, шустрая бабушка миссис Фельдман, которой надоело сидеть в доме престарелых, а также два подростка-скейтбордиста Арни и Кайл, попавшие в программу КОП в качестве альтернативы тюрьме, куда бы их отправили за катание на скейтбордах в общественных местах.
Лассард сразу после формирования группы КОП едет на международную конференцию в Лондон, и Харриса назначают исполняющим обязанности ректора. Вместе с доставшимся ему в наследство от капитана Маузера лейтенантом Карлом Проктором он пытается дискредитировать группу КОП.
Вскоре начинаются тренировки группы КОП. Во время одной из тренировок Зед спасает Кайла, упавшего в бассейн, чем завоёвывает симпатию одной из участниц группы — Лауры. Между ними вспыхивает роман, за который их немедленно отчитывает Харрис. В отместку Зед подсовывает Харрису, находящемуся в душе, вместо дезодоранта баллончик с «Черёмухой», из-за чего Харрис обжигает себе подмышки. А когда Харрис пытается преподать урок об использовании кислородной маски, Хукс подключает его маску к баллону с гелием, после чего Харрис начинает говорить «писклявым» голосом.
Далее Махоуни сообщает Харрису и Проктору, где находится лучший в городе салатный бар, но когда Харрис и Проктор приходят в указанное место, выясняется что это гей-бар «Голубая устрица». Затем Проктор замечает, как инструкторы академии играют в баскетбол, и обещает сообщить об этом Харрису. Тогда Махоуни, Хайтауэр, Джонс и Зед, увидев как Проктор зашёл в туалетную кабинку, с помощью грузоподъёмного крана перемещают кабинку прямо на футбольный стадион, после чего убирают её, оставив только поддон, и Проктор в таком виде оказывается на виду у всего стадиона.
Однажды Джонс слышит, как Арни, Кайл и Томми говорят, что уже готовы для серьёзных заданий. Этой же ночью Махоуни и Джонс будят троицу и везут с собой на задание. Приехав в какой-то переулок, Махоуни и Джонс уходят задерживать преступника, а Арни, Кайлу и Томми поручают охранять тыл. Спрятавшись, Джонс воспроизводит звуки стрельбы, чем серьёзно пугает их. Затем Махоуни и Джонс возвращаются и приводят «задержанного» преступника — колдуна (который на самом деле переодетый Хайтауэр), который несёт с собой своего «убитого» Джонсом и Махоуни, брата (который на самом деле переодетый Тэклберри). Махоуни и Джонс сообщают ребятам, что колдун и труп его брата поедет с ними в кузове. Во время поездки колдун начинает колдовать над телом своего брата, чем вводит ребят в ступор. Вскоре брат колдуна оживает. Арни, Кайл и Томми, испугавшись, выламывают дверь автомобиля и убегают. Махоуни, Джонс, Хайтауэр и Тэклберри, провернувшие этот фокус, приходят к выводу, что ребята ещё не готовы для серьёзных заданий.
Вскоре инструкторы академии устраивают вечеринку для членов КОП, но появившийся Харрис опять всех ругает. Тогда Махоуни намазывает громкоговоритель Харриса суперклеем, и в результате Харрис с прилипшим ко рту громкоговорителем попадает в больницу.
Вскоре участники КОП выходят в свой первый патруль по городу. Во время патруля миссис Фельдман замечает какой-то склад с людьми. Думая, что это скупщики краденного, старушка накрывает этот склад. Но выясняется, что это была секретная полицейская операция, которую миссис Фельдман сорвала. Теперь у Харриса есть повод свернуть программу КОП. В этот момент в академию возвращается Лассард, который хочет ознакомить международную делегацию со своей программой. Во время ознакомления Проктор осматривает камеры, где сидят преступники. Заключённые, воспользовавшись его наивностью, отбирают у него его пистолет и сбегают из тюрьмы, предварительно заперев в камере делегацию полицейских и сопровождающих её Харриса, Проктора и комиссара Херста.
Заметившая сбежавших заключенных миссис Фельдман сообщает об этом всем полицейским, которые отправляются ловить преступников. Тэклберри и миссис Фельдман задерживают бандитов, пытающихся ограбить банк. Каллахан, Джонс и вернувшийся из Японии Томоко Ногата задерживают банду ниндзя, спрятавшихся на судне в порту. Тем временем Махоуни вместе с журналисткой Клэр Меттсон, с которой у него завязались отношения, преследует четверых бандитов, которые угнали полицейскую машину и приезжают на воздушное шоу. Там бандиты, разделившись, угоняют биплан и воздушный шар, на которых поднимаются в воздух. Махоуни и Клэр приходится самим сесть в биплан и также взлететь. В это время появляются Харрис и Проктор, которые, оседлав воздушный шар, преследуют преступников, и Тэклберри, Зед и Свитчак, которые, сев в биплан, тоже взлетают. Во время преследования Проктор, делая предупредительный выстрел в воздух, попадает в свой же воздушный шар, из-за чего они с Харрисом падают в реку, откуда их спасают подоспевшие Томми, Арни и Кайл. А в это время в воздухе Тэклберри, чтобы поймать преступников, прыгает с биплана на их воздушный шар и арестовывает нарушителей. Свитчак и Зед, оставшись одни, быстро теряют управление над самолётом и, хотя и с трудом, но совершают прыжок с одним парашютом на двоих. В это время Махоуни и Клэр подлетают достаточно близко к биплану преступников, после чего Махоуни перешагивает на их биплан и также задерживает нарушителей. В итоге программа КОП реабилитирована.

## В ролях
- Стив Гуттенберг — сержант Кэри Махоуни
- Бубба Смит — сержант Мозес Хайтауер
- Майкл Уинслоу — сержант Ларвелл Джонс
- Дэвид Граф — сержант Юджин Теклбери
- Тим Казурински — офицер Свитчак
- Шэрон Стоун — журналистка Клэр Мэттсон
- Лесли Истербрук — лейтенант Дебби Каллахан
- Брайан Точи — сержант Томоко Ногата
- Мэрион Рэмси — сержант Лаверн Хукс
- Лэнс Кинси — лейтенант Проктор
- Джордж Бэйли — капитан Таддеус Харрис
- Боб Голдтуэйт — офицер Зед
- Джордж Гейнс — комендант Лассард
- Дерек Макграт — Ник Батерворт, участник программы Лассарда
- Скотт Томсон — сержант Чэд Коплэнд
- Билли Бёрд — миссис Луиза Фельдман, участница программы Лассарда
- Коринн Борер — Лаура, подружка Зеда, участница программы Лассарда
- Тони Хоук — Исполнил эпизодическую роль скейтбордиста
- Дэвид Спейд — скейтбордист Кайл, участник программы Лассарда

## Музыка
Motown Records выпустила альбом саундтреков на пластинке и кассете; до 2013 года это был единственный фильм из серии, к которому был выпущен альбом саундтреков.
1. Rock the House - Darryl Duncan (5:29)
2. It's Time to Move - S.O.S. Band (3:19)
3. Dancin' Up a Storm - Stacy Lattisaw (3:29)
4. Let's Go to Heaven in My Car - Brian Wilson (3:30)
5. The High Flyers (Police Academy Theme - Montage) - Robert Folk (2:04)
6. Citizens on Patrol - Michael Winslow And The L.A. Dream Team (4:16)
7. Rescue Me - Family Dream (4:54)
8. I Like My Body - Chico DeBarge (3:56)
9. Winning Streak - Garry Glenn (3:12)
10. Shoot for the Top - Southern Pacific (2:46)

## Прием

### Театральная касса
Фильм дебютировал на 1 месте проката в прокате США по выходным и собрал в общей сложности 28 061 343 доллара. Он собрал 76 819 000 долларов по всему миру.

### Отзывы критиков
В отличие от своих предшественников, четвёртый фильм был раскритикован критиками и зрителями. На Rotten Tomatoes фильм имеет редкий рейтинг 0 % одобрения на основе отзывов 19 критиков, со средней оценкой 2,26 из 10. Консенсус веб-сайта гласит: «Совсем, совершенно, полностью и потрясающе несмешной, „Полицейская академия 4: Граждане в дозоре“ отправляет некогда безобидную франшизу в новые мучительные глубины». На Metacritic фильм получил оценку 26 % на основе отзывов 8 критиков, что указывает на «в целом неблагоприятные отзывы». Зрители, опрошенные CinemaScore, поставили фильму оценку B−.
Джанет Маслин из The New York Times написала: «Кажется, сериал „Полицейская академия“ рассчитан на всё более молодую аудиторию. Самым благодарным зрителем „Полицейской академии 4: Граждане в дозоре“ был бы 10-летний мальчик, а лучше целая шайка мальчиков. Это не значит, что фильм не смешной; это означает только то, что чувство юмора, о котором идёт речь, очень специфично. Держитесь подальше, если вас интересует салонный фарс».
Фильм был номинирован на премию «Золотая малина» в категории «Худшая оригинальная песня» за песню «Let’s Go to Heaven in My Car». Это был единственный фильм из всей серии фильмов «Полицейская академия», получивший какую-либо номинацию на «Раззи».